# Stebnickiella zosterixys
Stebnickiella zosterixys är en skalbaggsart som beskrevs av Paul E.Skelley 2007. Stebnickiella zosterixys ingår i släktet Stebnickiella och familjen Aphodiidae. Inga underarter finns listade i Catalogue of Life.